# Северов, Николай Павлович
Никола́й Па́влович Се́веров (2 марта 1887, Тифлис — 21 февраля 1957, Киев) — советский архитектор, председатель Союза архитекторов Грузинской ССР (1935—1948), почётный член Академии строительства и архитектуры СССР (с 1939 года), действительный член Академии строительства и архитектуры УССР (1948 — 1955 год).

## Биография
В 1915 году окончил Институт гражданских инженеров императора Николая I. С 1918 по 1948 гг. работал в городе Тбилиси. С 1922 по 1948 преподавал в Тбилисской академии художеств. Сыграл большую роль в организации и становлении Института истории грузинского искусства. 
В 1948 году переехал в Киев. 
Член КПСС с 1954 года.

## Публикации
- Г. Н. Чубинашвили, Н. П. Северов. Пути грузинской архитектуры: Доклад, прочитанный на Первом съезде архитекторов Грузии. Тбилиси, 1936.
- Н. П. Северов, Г. Н. Чубинашвили. Мцхета (Сокровища зодчества народов СССР). Москва: Изд-во Акад. архит. СССР, 1946.
- Н. П. Северов, Г. Н. Чубинашвили. Памятники грузинской архитектуры. Вып. 1: Кумурдо и Никорцминда. Москва: Изд-во Акад. архит. СССР, 1947.
- Н. П. Северов. Памятники грузинского зодчества. Москва: Изд-во Акад. архит. СССР, 1947.
- Г. Н. Чубинашвили. Памятники типа Джвари: Исследование по истории грузинского искусства / Памятники обмерил с натуры и исполнил Н. П. Северов. Тбилиси, 1948.

## Награды
- Орден Трудового Красного Знамени

## Избранные реализованные проекты

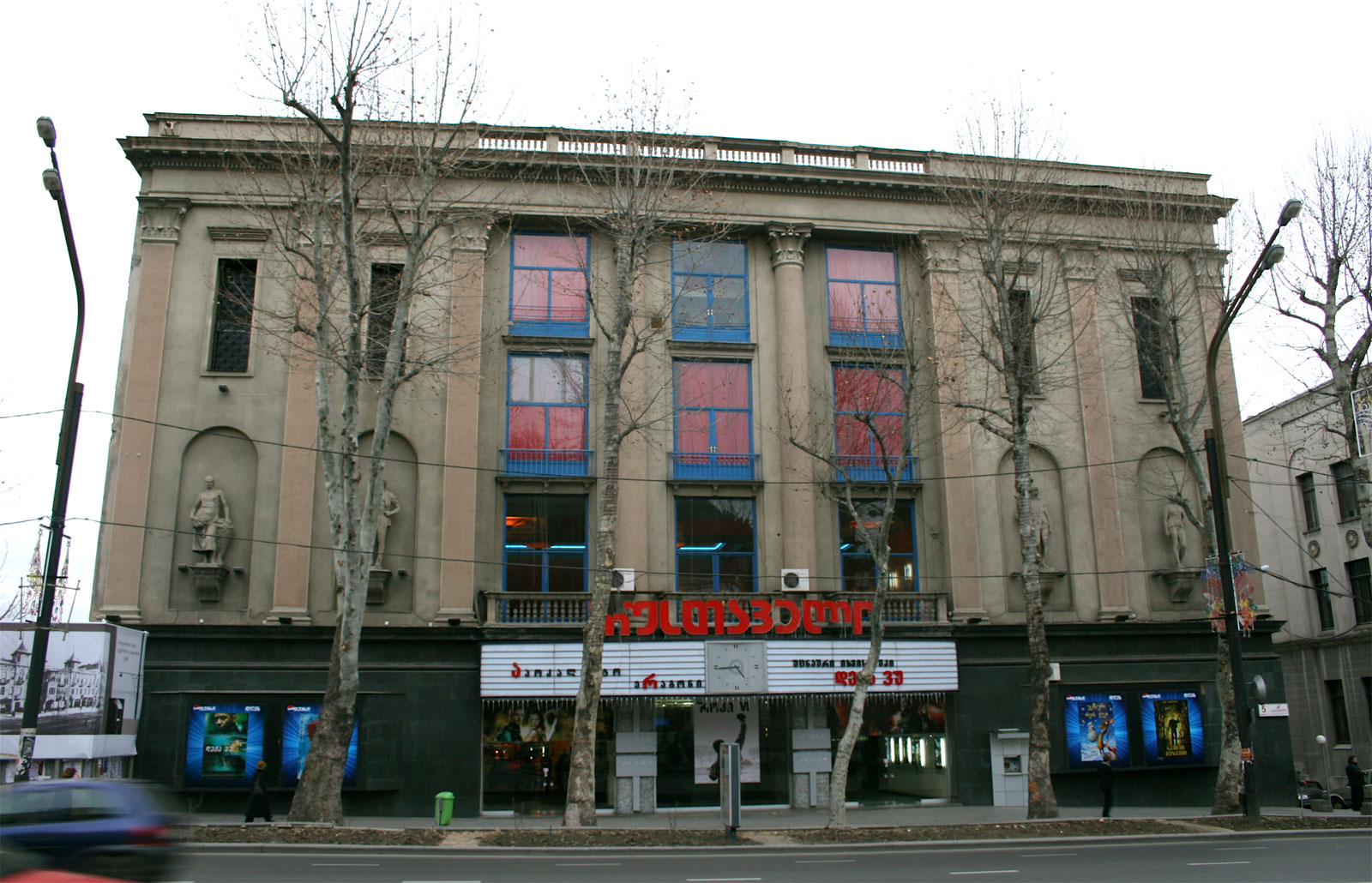
Кинотеатр «Руставели»

- Здание Совнаркома Закавказской СФСР в Тбилиси (1930, при участии М. Калашникова)
- Мост им. Челюскинцев в Тбилиси (1935, с К. Завриевым, Н. Словинским)
- Дом отдыха Совета Министров Грузинской ССР в Гаграх (1935)
- Дом отдыха в Бетани (1936)
- Кинотеатр «Руставели» в Тбилиси (1938)
- Стоквартирный дом на Площади Героев в Тбилиси (совместно с М. Калашниковым, 1936—1938)